# 萨耶普拉姆
萨耶普拉姆（Sayapuram），是印度泰米尔纳德邦Toothukudi县的一个城镇。总人口12772（2001年）。

## 人口
该地2001年总人口12772人，其中男性6275人，女性6497人；0—6岁人口1367人，其中男719人，女648人；识字率79.87%，其中男性为82.34%，女性为77.48%。